# Бача (Олт)
Бача (рум. Bacea) насеље је у Румунији у округу Олт у општини Мовилени. Oпштина се налази на надморској висини од 162 m.

## Становништво
Према подацима из 2002. године у насељу је живело 1483 становника, од којих су сви румунске националности.